# Convair YB-60
Il Convair YB-60 era il prototipo di un bombardiere strategico a lungo raggio sviluppato dall'azienda aeronautica statunitense Convair sulla base del Convair B-36, come alternativa al Boeing B-52 Stratofortress.
Simile al suo predecessore, condivideva con esso la fusoliera e parte della struttura delle ali. Decollò per la prima volta il 18 aprile 1952, tre giorni dopo il primo volo del secondo prototipo del B-52 Stratofortress. 
Come il suo rivale, il Northrop YB-49, ebbe scarso successo nonostante all'epoca fosse stato dotato degli stessi motori a jet del B-52 del tipo J57-Turbojets della Pratt & Whitney. Le dimensioni eccessive di gran lunga maggiori di quelle dello Stratofortress lo rendevano poco maneggevole e poco reattivo facendolo quasi apparire sottopotenziato.
Poco dopo il primo volo, il progetto fu abbandonato e l'YB-60 non entrò mai in produzione.
Il costo totale del programma era di 14,366 milioni di dollari.